# كولن أومالي
كولن أومالي (بالإنجليزية: Colin O'Malley)‏ هو مهندس وملحن أمريكي، ولد في 9 ديسمبر 1973.

## وصلات خارجية
- كولن أومالي على موقع IMDb (الإنجليزية)
- كولن أومالي على موقع ميوزك برينز (الإنجليزية)
- كولن أومالي على موقع أول ميوزيك (الإنجليزية)
- كولن أومالي على موقع ديسكوغز (الإنجليزية)